# Église du Sacré-Cœur de Bruxelles
 (août 2025).
Si vous disposez d'ouvrages ou d'articles de référence ou si vous connaissez des sites web de qualité traitant du thème abordé ici, merci de compléter l'article en donnant les références utiles à sa vérifiabilité et en les liant à la section « Notes et références ».
Pour les articles homonymes, voir Église du Sacré-Cœur.
L'église du Sacré-Cœur (en néerlandais : Heilig Hartkerk) est un édifice religieux catholique de style néo-roman situé au numéro 19 de la rue Le Corrège dans la commune de Bruxelles-ville (Belgique). Elle fut construite de 1954 à 1956.

## Description
L'église en maçonnerie de briques rouges est de style néoroman. Elle fut construite de 1954 à 1956 par l’architecte De Bouver et consacrée le 10 novembre 1956 par Mgr Léon-Joseph Suenens, évêque auxiliaire de Malines. Son clocher, situé sur le côté gauche de la façade, est de forme carrée.
La paroisse du Sacré-Cœur rassemble des communautés slovacophone et anglophone. Les communautés néerlandophone et francophone ont rejoint d'autres paroisses respectivement en 2015 et 2014. Cette dernière (Francophone) fait partie de l'unité pastorale Meiser qui fait elle-même partie du doyenné de Bruxelles Nord-Est.

## Patrimoine
Parmi les ouvrages remarquables se trouvant dans l'église, il est à noter:
- Un orgue de tribune néogothique, datant de 1909, œuvre du facteur Kerkhoff Emile II[1].
- Ses Fonts baptismaux

## Galerie de photos

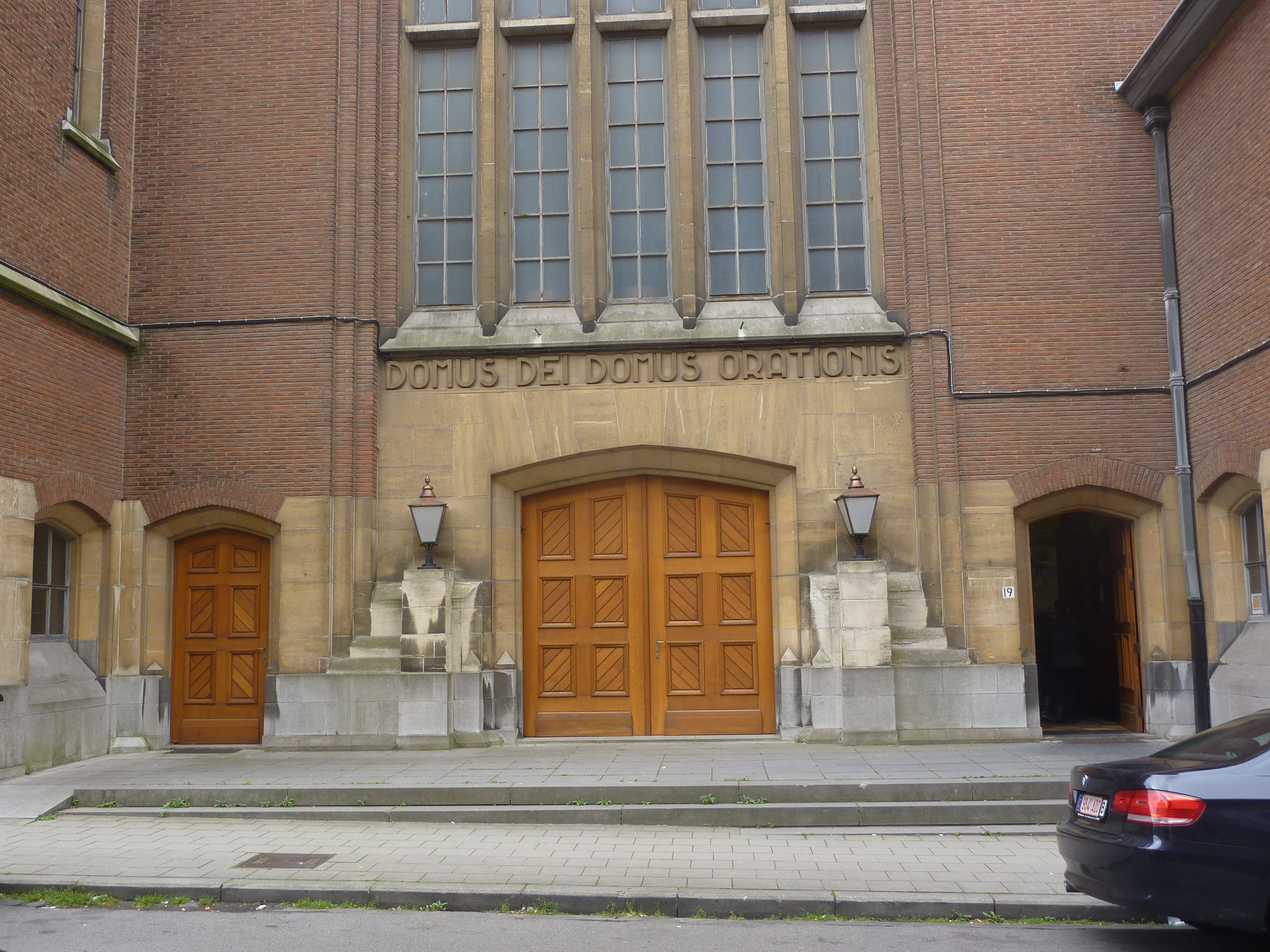
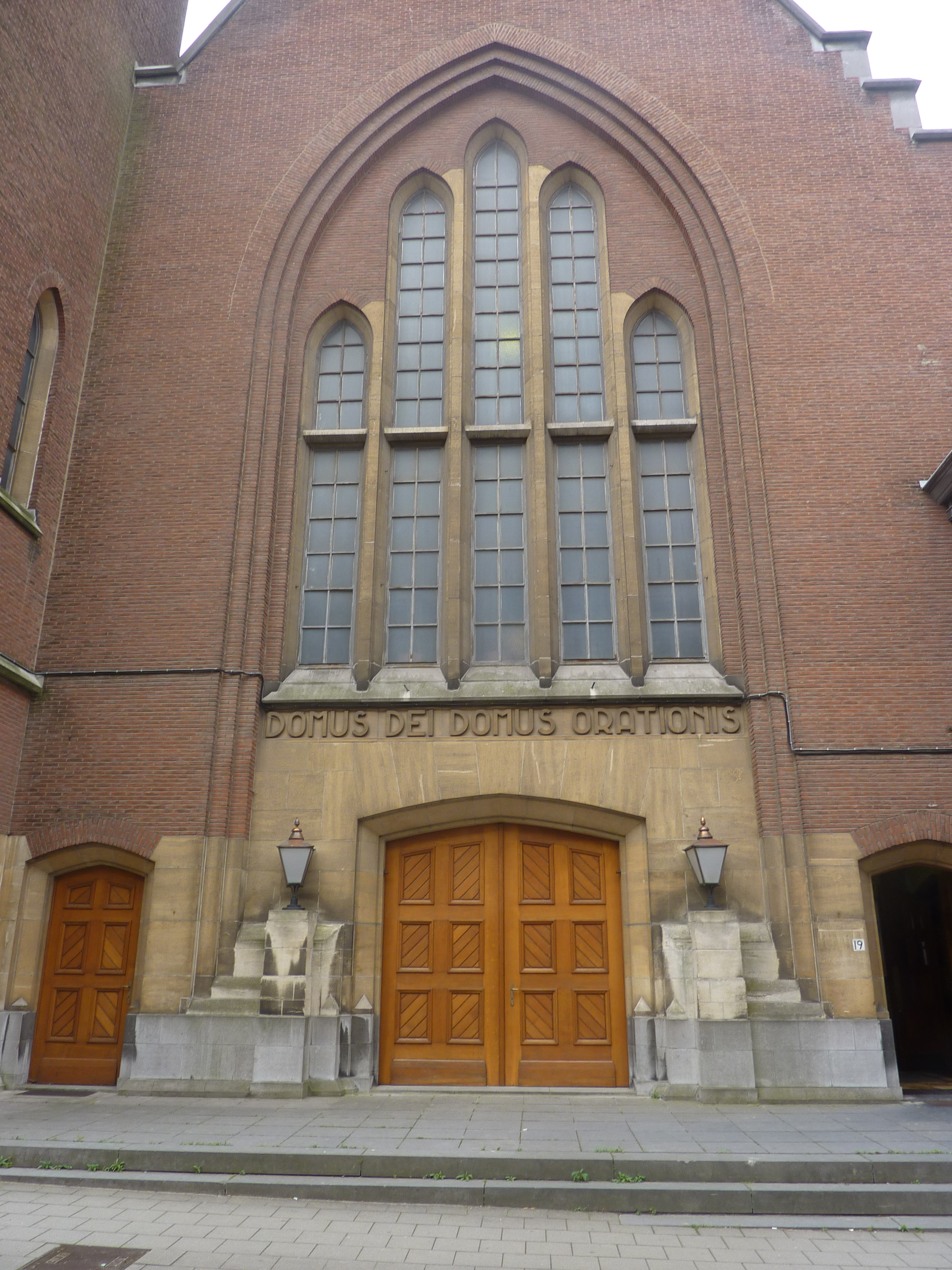